# Finale de la Coupe UEFA 1989-1990
La finale de la Coupe UEFA 1989-1990 est la 19e finale de la Coupe de l'UEFA, organisée par l'UEFA. Elle prend la forme d'une double confrontation aller-retour prenant place le 2 mai et  16 mai 1990, respectivement au Stadio Comunale de Turin et au stade Partenio d'Avellino, tous deux en Italie.
Elle oppose les deux équipes italiennes de la Juventus et de la Fiorentina. Au terme des deux rencontres, les Turinois l'emportent sur le score de 3 buts à 1 (3-1 à l'aller, 0-0 au retour), ce qui constitue leur deuxième sacre dans la compétition après 1977, ainsi que leur quatrième titre européen avec leurs victoires en Coupe des coupes en 1984 et en Coupe des clubs champions européens en 1985.
Il s'agit également du dernier match de football officiel joué au Stadio Comunale de Turin.
Le match retour fut joué à Avellino et non au stade de substitution habituel de la Fiorentina à Pérouse du fait d'incidents ayant eu lieu lors de la demi-finale retour face au Werder Brême.

## Parcours des finalistes
Note : dans les résultats ci-dessous, le score du finaliste est toujours donné en premier (D : domicile ; E : extérieur).
| Juventus FC         | Juventus FC | Juventus FC | Juventus FC |                            | AC Fiorentina   | AC Fiorentina   | AC Fiorentina | AC Fiorentina |
| ------------------- | ----------- | ----------- | ----------- | -------------------------- | --------------- | --------------- | ------------- | ------------- |
| Adversaire          | Total       | Aller       | Retour      | Tour                       | Adversaire      | Total           | Aller         | Retour        |
| Górnik Zabrze       | 5 - 2       | 1 - 0 (E)   | 4 - 2 (D)   | Trente-deuxièmes de finale | Atlético Madrid | 1 - 1 3 - 1 tab | 1 - 0 (E)     | 1 - 0 (D)     |
| Paris Saint-Germain | 3 - 1       | 1 - 0 (E)   | 2 - 1 (D)   | Seizièmes de finale        | FC Sochaux      | 1E - 1          | 0 - 0 (D)     | 1 - 1 (E)     |
| Karl-Marx-Stadt     | 3 - 1       | 2 - 1 (D)   | 1 - 0 (E)   | Huitièmes de finale        | Dynamo Kiev     | 1 - 0           | 1 - 0 (D)     | 0 - 0 (E)     |
| Hambourg SV         | 3 - 2       | 2 - 0 (E)   | 2 - 1 (D)   | Quarts de finale           | AJ Auxerre      | 2 - 0           | 1 - 0 (D)     | 1 - 0 (E)     |
| FC Cologne          | 3 - 2       | 3 - 2 (D)   | 0 - 0 (E)   | Demi-finales               | Werder Brême    | 1E - 1          | 1 - 1 (E)     | 0 - 0 (D)     |

## Matchs

### Match aller
| ·             |                     |     |
| Titulaires :  |                     |     |
|               |                     |     |
| 1             | Stefano Tacconi     |     |
| 2             | Nicolò Napoli       |     |
| 3             | Luigi De Agostini   |     |
| 4             | Roberto Galia       |     |
| 5             | Sergio Brio         | 46e |
| 6             | Dario Bonetti       |     |
| 7             | Sergueï Aleïnikov   |     |
| 8             | Rui Barros          |     |
| 9             | Pierluigi Casiraghi |     |
| 10            | Giancarlo Marocchi  |     |
| 11            | Salvatore Schillaci |     |
|               |                     |     |
| Remplaçants : |                     |     |
| 12            | Adriano Bonaiuti    |     |
| 13            | Massimiliano Rosa   |     |
| 14            | Angelo Alessio      | 46e |
| 15            | Salvatore Avallone  |     |
| 16            | Oleksandr Zavarov   |     |
|               |                     |     |
| Entraîneur :  |                     |     |
| Dino Zoff     |                     |     |

| ·                  |                         |     |
| Titulaires :       |                         |     |
|                    |                         |     |
| 1                  | Marco Landucci          |     |
| 2                  | Antonio Dell'Oglio (en) |     |
| 3                  | Alberto Di Chiara       |     |
| 4                  | Giuseppe Volpecina (en) |     |
| 5                  | Celeste Pin (en)        |     |
| 6                  | Sergio Battistini       |     |
| 7                  | Luboš Kubík             | 87e |
| 8                  | Dunga                   |     |
| 9                  | Marco Nappi (en)        |     |
| 10                 | Roberto Baggio          |     |
| 11                 | Renato Buso             |     |
|                    |                         |     |
| Remplaçants :      |                         |     |
| 12                 | Giuseppe Pellicanò (en) |     |
| 16                 | Alberto Malusci         | 87e |
| 14                 | Giuseppe Iachini        |     |
| 13                 | Giacomo Callegari (en)  |     |
| 15                 | Giacomo Banchelli (en)  |     |
|                    |                         |     |
| Entraîneur :       |                         |     |
| Francesco Graziani |                         |     |

| ·             |                     |     |
| Titulaires :  |                     |     |
|               |                     |     |
| 1             | Stefano Tacconi     |     |
| 2             | Nicolò Napoli       |     |
| 3             | Luigi De Agostini   |     |
| 4             | Roberto Galia       |     |
| 5             | Sergio Brio         | 46e |
| 6             | Dario Bonetti       |     |
| 7             | Sergueï Aleïnikov   |     |
| 8             | Rui Barros          |     |
| 9             | Pierluigi Casiraghi |     |
| 10            | Giancarlo Marocchi  |     |
| 11            | Salvatore Schillaci |     |
|               |                     |     |
| Remplaçants : |                     |     |
| 12            | Adriano Bonaiuti    |     |
| 13            | Massimiliano Rosa   |     |
| 14            | Angelo Alessio      | 46e |
| 15            | Salvatore Avallone  |     |
| 16            | Oleksandr Zavarov   |     |
|               |                     |     |
| Entraîneur :  |                     |     |
| Dino Zoff     |                     |     |

| ·                  |                         |     |
| Titulaires :       |                         |     |
|                    |                         |     |
| 1                  | Marco Landucci          |     |
| 2                  | Antonio Dell'Oglio (en) |     |
| 3                  | Alberto Di Chiara       |     |
| 4                  | Giuseppe Volpecina (en) |     |
| 5                  | Celeste Pin (en)        |     |
| 6                  | Sergio Battistini       |     |
| 7                  | Luboš Kubík             | 87e |
| 8                  | Dunga                   |     |
| 9                  | Marco Nappi (en)        |     |
| 10                 | Roberto Baggio          |     |
| 11                 | Renato Buso             |     |
|                    |                         |     |
| Remplaçants :      |                         |     |
| 12                 | Giuseppe Pellicanò (en) |     |
| 16                 | Alberto Malusci         | 87e |
| 14                 | Giuseppe Iachini        |     |
| 13                 | Giacomo Callegari (en)  |     |
| 15                 | Giacomo Banchelli (en)  |     |
|                    |                         |     |
| Entraîneur :       |                         |     |
| Francesco Graziani |                         |     |

### Match retour
| ·                  |                         |     |
| Titulaires :       |                         |     |
|                    |                         |     |
| 1                  | Marco Landucci          |     |
| 2                  | Antonio Dell'Oglio (en) |     |
| 3                  | Alberto Di Chiara       |     |
| 4                  | Giuseppe Volpecina (en) |     |
| 5                  | Celeste Pin (en)        |     |
| 6                  | Sergio Battistini       |     |
| 7                  | Luboš Kubík             |     |
| 8                  | Dunga                   |     |
| 9                  | Marco Nappi (en)        | 71e |
| 10                 | Roberto Baggio          |     |
| 11                 | Renato Buso             |     |
|                    |                         |     |
| Remplaçants :      |                         |     |
| 12                 | Giuseppe Pellicanò (en) |     |
| 16                 | Alberto Malusci         |     |
| 14                 | Giuseppe Iachini        |     |
| 13                 | Giacomo Callegari (en)  |     |
| 15                 | Mauro Zironelli (en)    | 71e |
|                    |                         |     |
| Entraîneur :       |                         |     |
| Francesco Graziani |                         |     |

| ·             |                     |     |
| Titulaires :  |                     |     |
|               |                     |     |
| 1             | Stefano Tacconi     |     |
| 2             | Nicolò Napoli       |     |
| 3             | Luigi De Agostini   |     |
| 4             | Roberto Galia       |     |
| 5             | Pasquale Bruno      |     |
| 6             | Angelo Alessio      |     |
| 7             | Sergueï Aleïnikov   |     |
| 8             | Rui Barros          | 72e |
| 9             | Pierluigi Casiraghi | 79e |
| 10            | Giancarlo Marocchi  |     |
| 11            | Salvatore Schillaci |     |
|               |                     |     |
| Remplaçants : |                     |     |
| 12            | Adriano Bonaiuti    |     |
| 13            | Sergio Brio         |     |
| 15            | Massimiliano Rosa   | 72e |
| 14            | Salvatore Avallone  | 79e |
| 16            | Oleksandr Zavarov   |     |
|               |                     |     |
| Entraîneur :  |                     |     |
| Dino Zoff     |                     |     |

| ·                  |                         |     |
| Titulaires :       |                         |     |
|                    |                         |     |
| 1                  | Marco Landucci          |     |
| 2                  | Antonio Dell'Oglio (en) |     |
| 3                  | Alberto Di Chiara       |     |
| 4                  | Giuseppe Volpecina (en) |     |
| 5                  | Celeste Pin (en)        |     |
| 6                  | Sergio Battistini       |     |
| 7                  | Luboš Kubík             |     |
| 8                  | Dunga                   |     |
| 9                  | Marco Nappi (en)        | 71e |
| 10                 | Roberto Baggio          |     |
| 11                 | Renato Buso             |     |
|                    |                         |     |
| Remplaçants :      |                         |     |
| 12                 | Giuseppe Pellicanò (en) |     |
| 16                 | Alberto Malusci         |     |
| 14                 | Giuseppe Iachini        |     |
| 13                 | Giacomo Callegari (en)  |     |
| 15                 | Mauro Zironelli (en)    | 71e |
|                    |                         |     |
| Entraîneur :       |                         |     |
| Francesco Graziani |                         |     |

| ·             |                     |     |
| Titulaires :  |                     |     |
|               |                     |     |
| 1             | Stefano Tacconi     |     |
| 2             | Nicolò Napoli       |     |
| 3             | Luigi De Agostini   |     |
| 4             | Roberto Galia       |     |
| 5             | Pasquale Bruno      |     |
| 6             | Angelo Alessio      |     |
| 7             | Sergueï Aleïnikov   |     |
| 8             | Rui Barros          | 72e |
| 9             | Pierluigi Casiraghi | 79e |
| 10            | Giancarlo Marocchi  |     |
| 11            | Salvatore Schillaci |     |
|               |                     |     |
| Remplaçants : |                     |     |
| 12            | Adriano Bonaiuti    |     |
| 13            | Sergio Brio         |     |
| 15            | Massimiliano Rosa   | 72e |
| 14            | Salvatore Avallone  | 79e |
| 16            | Oleksandr Zavarov   |     |
|               |                     |     |
| Entraîneur :  |                     |     |
| Dino Zoff     |                     |     |